# Susanna Griso

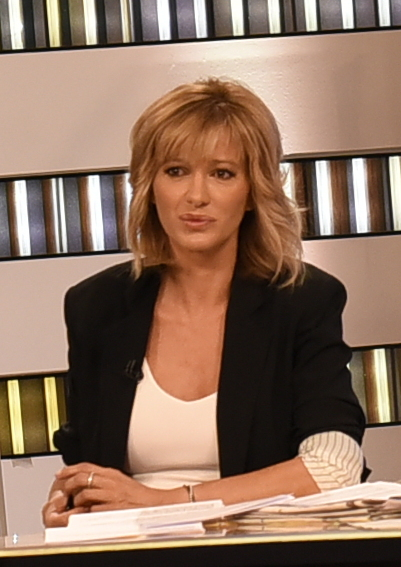
Susanna Griso, en 2018.

Susanna Griso Raventós (Barcelona, 8 de octubre de 1969) es una periodista y presentadora española.

## Biografía
Susanna Griso nació en Barcelona el 8 de octubre de 1969 en una familia de clase alta: su padre, Paco Griso, era industrial del sector textil y su madre, Montserrat Raventós, nació en la finca de la bodega Codorníu, propietarios del cava Codorníu. Fue la menor de siete hermanos, tuvo un hermano homosexual que murió de VIH/sida. Se licenció en Periodismo por la Facultad de Ciencias de la Comunicación de la Universidad Autónoma de Barcelona (UAB). 

## Vida profesional
Tras licenciarse en periodismo empezó su carrera profesional en Ràdio Sant Cugat y Catalunya Ràdio. En 1993 presentó en TV3 los programas de entrevistas Tres senyores i un senyor y Fóra de joc y en 1995 el informativo Telenotícies y el programa especial Resum de l'any.
Entre enero de 1997 y julio de 1998 presentó L'Informatiu migdia de TVE Cataluña con Queco Novell, época en la que cubrió para toda España el entierro de Diana de Gales y la boda de la Infanta Cristina e Iñaki Urdangarin.
El 14 de septiembre de 1998 empezó a trabajar en Antena 3, incorporándose al informativo Antena 3 Noticias 1 junto a Matías Prats (que también procedía de TVE), con Nacho Aranda (1998-1999) y José Antonio Luque (2000-2001) en los deportes. Durante una semana, en septiembre de 1999, Roberto Arce sustituyó a Matías Prats al frente del informativo junto con Griso.   
El 15 de enero de 2001 intercambia horario con Olga Viza y pasa a conducir Antena 3 Noticias 2 con Ernesto Sáenz de Buruaga y José Antonio Luque en los deportes. En mayo de 2001 copresentó el especial elecciones vascas en Antena 3, con Matías Prats, Ernesto Sáenz de Buruaga y Olga Viza y en septiembre de ese mismo año, fue enviada especial a Nueva York con motivo del primer aniversario de los atentados del 11 de septiembre. Al año siguiente, entre el 30 de abril de 2002 y el 13 de septiembre de 2002, conduce dicho informativo en solitario y desde el 16 de septiembre de 2002 al 29 de agosto de 2003 conduce el informativo con Matías Prats y J. J. Santos en los deportes. Entre el 17 de febrero y el 25 de abril de 2003 estuvo de baja, siendo sustituida por Soledad Arroyo, que también se encargó de sustituirla durante sus vacaciones en agosto de 2002.
El 1 de agosto de 2003 regresa a Antena 3 Noticias 1, pero esta vez en solitario con José Antonio Luque en los deportes. En marzo de 2004 presentó los especiales informativos por los atentados del 11 de marzo y las elecciones generales con Matías Prats y en mayo de 2004, el especial con motivo de la boda de Felipe de Borbón y Letizia Ortiz, también con Matías Prats. Desde el 6 de septiembre de 2004, Roberto Arce pasa a ser copresentador de Antena 3 Noticias 1 con Griso y José Antonio Luque (hasta agosto de 2006) y Manu Sánchez (desde septiembre de 2006) en los deportes. Entre el 22 de noviembre de 2004 y el 18 de marzo de 2005 estuvo de baja, siendo sustituida en solitario por Roberto Arce.  
El 1 de diciembre de 2006 abandona la conducción de Antena 3 Noticias 1 y desde el día 11 del mismo mes y hasta la actualidad presenta el programa de actualidad Espejo público, bajo el paraguas de Antena 3 Noticias.
En 2007 presentó el programa El español de la historia con Matías Prats y el especial elecciones autonómicas y municipales con Gloria Lomana, Matías Prats y Lourdes Maldonado y al año siguiente, en marzo de 2008, presentó el especial elecciones generales con Matías Prats y Gloria Lomana en Antena 3. 
En 2010 colaboró en la exposición fotográfica "Mujeres al natural", en apoyo de la investigación contra el cáncer. En enero de 2011 presentó un programa especial sobre la reina Sofía debido a la miniserie que emitió Antena 3 ese año. 
En enero de 2014 presentó varios programas especiales sobre El tiempo entre costuras, formato que consistía en comentar la actualidad de la época y que se emitía justo después de cada capítulo de la serie. Seis meses después, presentó con Matías Prats el especial con motivo de la proclamación del rey Felipe VI. En 2016 presentó el programa Dos días y una noche.
En diciembre de 2017 presentó con Matías Prats el especial elecciones catalanas en Antena 3. Dos años después, en abril y noviembre de 2019, presentó los especiales de elecciones generales con Vicente Vallés y Sandra Golpe en abril y con Matías Prats y Vicente Vallés en noviembre.

## Trayectoria en televisión
- 1993-1995: Tres senyores i un senyor, en TV3.
- 1993: Fóra de joc. en TV3.
- 1995: Telenotícies, en TV3.
- 1997-1998: L'Informatiu, en TVE Cataluña (presentadora).
- 1998-2006: Antena 3 Noticias, en Antena 3 (presentadora).
- 2006-actualidad: Espejo público, en Antena 3 (presentadora).
- 2014: Especial: El tiempo entre costuras, en Antena 3 (presentadora).
- 2016: Dos días y una noche, en Antena 3 (presentadora).

### Apariciones en series de televisión
- Aquí no hay quien viva (2003) - 1 episodio.
- Homo Zapping (2003) - 1 episodio.
- Un paso adelante (2005) - 1 episodio.
- Los hombres de Paco (2005-2010) - 2 episodios.
- Física o química (2011) - 1 episodio.
- Vive cantando (2013) - 1 episodio.
- La casa de papel (2017) - 1 episodio.
- Deudas (2021) - 1 episodio.

## Vida privada
En 1997 se casó con el periodista catalán Carles Torras (1967), con quien tuvo dos hijos, Jan (2003) y Mireia (2004). En 2018 adoptaron a Dorcette (2011), procedente de Costa de Marfil. En 2020 se divorció de su marido. En 2022 comenzó una relación con Íñigo Afán de Ribera (Sevilla, 1971), dueño de las marcas de ropa Iggy Ink y de vino Uva Wine.
Desde 1998 trabaja para Antena 3, siendo una de las mejores pagadas de la televisión española, con un sueldo anual de más de 2 millones de euros netos. Se ha publicado que mediante colaboraciones y publicidad podría cobrar otro millón anual más.

## Premios y reconocimientos
| Premios                               | Año  | Categoría | Resultado |
| ------------------------------------- | ---- | --- | --------- |
| Premios Iris                          | 2022 | Mejor Presentador/a de Programas por Espejo público                                                               | Nominada  |
| Premios Iris                          | 2021 | Mejor Presentador/a de Informativos por Espejo público                                                            | Nominada  |
| Premios Fundación de la Guardia Civil | 2019 | Por su trayectoria profesional y por contribuir a difundir la imagen de los profesionales de este cuerpo policial | Ganadora  |
| Medalla de Honor de Barcelona         | 2018 | Junto a Rosa María Sardà                                                                                          | Ganadora  |
| Premio Nipho                          | 2018 | Trayectoria Profesional                                                                                           | Ganadora  |
| Premios Iris                          | 2018 | Mejor Presentador/a de Programas por Espejo público                                                               | Nominada  |
| Premios Ondas                         | 2017 | Nacionales de Televisión: Mejor Presentadora                                                                      | Ganadora  |
| First Amendment Award                 | 2017 | Promoción a la libertad de prensa                                                                                 | Ganadora  |
| Premios Iris                          | 2016 | Mejor Presentador/a de Programas por Espejo público                                                               | Nominada  |
| Joan Ramón Mainat                     | 2014 | Presentadora | Ganadora  |
| Premios Iris                          | 2012 | Mejor Presentador/a de Programas por Espejo público                                                               | Nominada  |
| Premios Iris                          | 2011 | Mejor Presentación de Programas de Entretenimiento por Espejo público                                             | Nominada  |
| Premios Ondas                         | 2010 | Nacionales de Televisión: Mejor Presentadora                                                                      | Ganadora  |
| Premios Iris                          | 2010 | Mejor Presentación de Programas de Entretenimiento por Espejo público                                             | Nominada  |
| Micrófono de Oro                      | 2008 | Televisión | Ganadora  |
| TP de Oro                             | 2008 | Mejor Presentadora de Variedades y Espectáculos por Espejo público                                                | Nominada  |
| Antena de Oro                         | 2006 | Televisión | Ganadora  |
| TP de Oro                             | 2003 | Mejor Presentador/a de Informativos por Antena 3 Noticias 1                                                       | Nominada  |

### Otros
El 24 de noviembre de 2023 fue nombrada Socia de Honor de Km Solidarity por poner voz a entidades que apoyan a las personas con discapacidad y por ser una parte activa en la campaña de sensibilización “Ponle Freno” que busca concienciar sobre la importancia de la seguridad vial y fomentar hábitos de conducción responsables.

## Polémicas

### Frases inventadas en filtración de grabación ilegal
Los padres de Asunta Basterra habían sido detenidos y colocados en calabozos cercanos para poder grabar todo lo que se dijeran. El  30 de octubre de 2013, el programa de Griso filtra las primeras grabaciones de esas conversaciones. Un letrero que apareció brevemente indicaba que las frases eran leídas por actores.

Rosario Porto: "Tú y tus jueguecitos... ¿Te ha dado tiempo a deshacerte de eso?"

Alfonso Basterra: "Calla, que a lo mejor nos están escuchando."
Estas frases no aparecen en la transcripción oficial de la policía ni se escuchan en ninguna otra parte de las conversaciones que no se transcribieron; sin embargo, fueron aceptadas y repetidas durante años, antes y después del juicio, por casi todos los medios de comunicación españoles, incluyendo televisiones públicas.

### Entrevista a a Ángel Hernández Pardo
Ángel Hernández Pardo supuestamente había ayudado a morir a su esposa enferma de esclerosis múltiple desde hacía 30 años. Ésta había intentado suicidarse hace 23 años y era totalmente dependiente. Según este, ella le pidió que la ayudase a dejar de sufrir.
En una entrevista en Espejo público, Hernández indicó que se encontraba muy afectado, pero que estaba satisfecho por haber cortado el sufrimiento a su esposa.
En referencia a unos vídeos que había grabado el marido, Griso preguntó al ya viudo:

¿Por qué grabó esos videos? ¿Para incidir en la campaña electoral?
Susanna Griso 

El entrevistado contestó con:

Me la trae al pairo.
Ángel Hernández Pardo

Días más tarde Griso declaró que se equivocó al formular la pregunta y pidió disculpas:

Está claro que me equivoqué en la manera de formular la pregunta. Pido disculpas por ello.
Susanna Griso 

### Calificativos sobre los usuarios de redes sociales
En el programa Espejo público del 18 de septiembre de 2019, Griso calificó a los usuarios de redes sociales de 'borrachuzos'.

Las redes sociales son un universo de borrachuzos a las tres de la madrugada.
Susanna Griso 

Según Griso, estas declaraciones las hizo en el contexto de una defensa a las críticas que se hacían desde las redes sociales a Fran Rivera. La presentadora pidió disculpas más tarde, indicando que se refería solo algunos de los usuarios de redes sociales.

### Convocatoria del 8-M de 2020
En los días anteriores a la manifestación por la mujer trabajadora el 8 de marzo de 2020, Griso animó a los ciudadanos a acudir a la manifestación aun cuando ya había habido 507 afectados y 17 muertos por el COVID-19. 

Que el coronavirus no sea una excusa para no asistir al 8-M.
Susanna Griso 

### Entrevista a Seth Flaxman, científico del Imperial College sobre el COVID-19
Griso entrevistó en Espejo público a Seth Flaxman, un científico del Imperial College London en el que supuestamente el programa trató de relacionar los contagios del COVID-19 con las manifestaciones del 8-M, aun cuando Flaxman no hizo tal vinculación.

### Supuesta mofa de la cuarentena por COVID-19
Algunos medios de comunicación criticaron las siguientes declaraciones de Griso realizadas en Espejo público el 16 de marzo de 2020 en pleno Estado de alarma por la crisis del COVID-19 y cuarentena:

Cómo se agradece no teletrabajar. El sacrificio es el que hacen ustedes (jajaja), en sus casas.
Susanna Griso

### Micrófono abierto en directo desata una polémica en redes
El 29 de junio de 2023 cuando una de las reporteras de Espejo público —Marina García— se encontraba realizando una entrevista a pie de calle en León, se escuchó una declaración de Susanna Griso diciendo: 

Esta chica que no sé ni cómo se llama no me interesa verla.
Susanna Griso

Desde realización le habían dejado el micrófono abierto; la reportera detuvo por un instante la entrevista y continuó como si no hubiera ocurrido nada. Susanna Griso tampoco hizo comentarios posteriores a estos hechos que se volvieron tema de tendencia en redes sociales con numerosas críticas a la presentadora.

### En su programa se mofan de que a José Manuel Parada se le mueren todos sus allegados
En Espejo público el 22 de septiembre de 2023, se hace un reportaje en el que se bromea con la muerte de los amigos de José Manuel Parada. La presentadora y colaboradores se sonríen durante la emisión del video en el que se presenta la desgracia de tener que despedir a sus amigos fallecidos.